# استقلال (لخش)
استقلال (به خط تاجیکی: ҷамоати деҳоти Истиқлол) جماعت دهات در کشور تاجیکستان است که در ناحیهٔ لخش ناحیه‌های تابع جمهوری قرار دارد. 
تا پیش از ماه مارس ۲۰۲۲، نام این  جماعت دهات، قشات (به خط تاجیکی: ҷамоати деҳоти Қашот) بوده. در این تاریخ نام این جماعت و روستاهای تابعهٔ آن تغییر کردند.

## لیست دهات تابعه
(جمعیت در سال ۲۰۱۷ میلادی)
- -     - خنگ‌سای (Хингсой) [سابقا قره‌سای / Қарасой](۱٬۲۶۹)
    - دمبره‌سازان (Думбрасозон) [سابقا دامبراچی / Домбрачӣ](۱٬۱۰۶)
    - سرپل (Сарипул) [سابقا قشات / Қашот](۱٬۴۷۵)
    - کان‌تای‌ (Контой) (۴۰)